# Gramkroken
Gramkroken är en kulle i Antarktis. Den ligger i Östantarktis. Norge gör anspråk på området. Toppen på Gramkroken är 2 130 meter över havet, eller 209 meter över den omgivande terrängen. Bredden vid basen är 1,3 km.
Terrängen runt Gramkroken är varierad.  Trakten är glest befolkad. Närmaste befolkade plats är Svea, 16,1 kilometer väster om Gramkroken. 